# Dilshad Khan
Dilshad Khan (n. 19 de mayo de 1945 en Calcuta), es un cantante de música clásica indostánica bengalí de la Patiala Gharana indio.

## Biografía
Dilshad Khan nació Arabinda Dasgupta en Calcuta. Dilshad Khan es hermano menor del maestro de música Buddhadev Das Gupta.  Asistió al St. Xavier's Collegiate School, en Kolkata, donde el futuro compositor de música R.D. Burman, fue su compañero de clase.
Comenzó por aprender a tocar la tabla a la edad de cuatro años, aunque más adelante se dedicó a cantar bajo la dirección de N.C. Chakravorty, Hidan Banarjee y Gyan Prakash Ghosh. Su estilo musical fue inspirada por Bade Ghulam Ali Khan. Después de mudarse permanentemente a Mumbai y Khan se convirtió en un discípulo de Kirana gharana, vocalista de Padmashree Faiyaz Ahmed Khan.
Tuvo una carrera lucrativa como ingeniero marino para dedicarse a la música.

## Vida personal
Dilshad Khan está casado con la cantante de música clásica, Parveen Sultana. Tienen una hija.